# Nell Gwyn

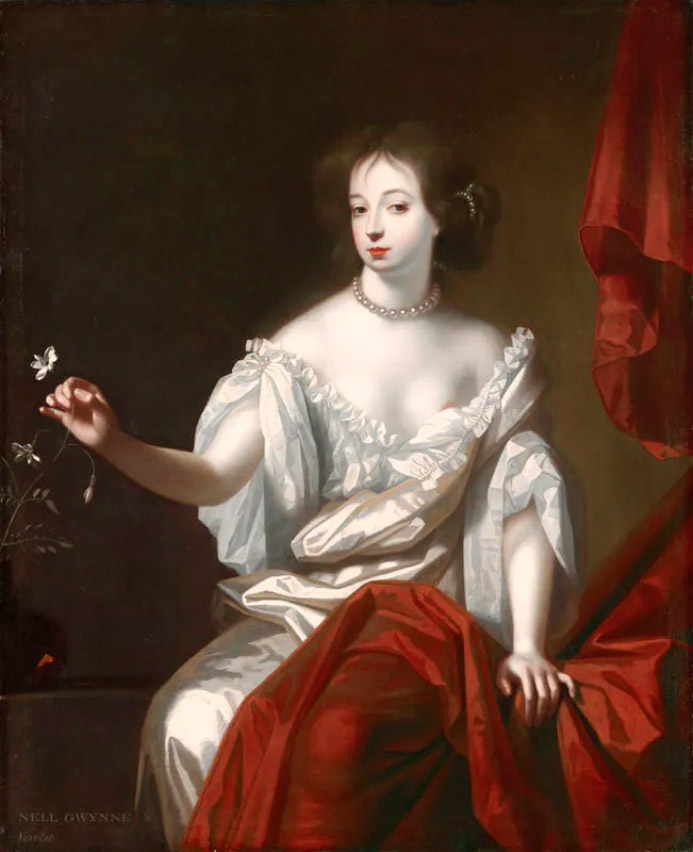
Nell Gwyn

Eleanor (Nell) Gwyn (2 februari 1650 – 14 november 1687) was een van de eerste Engelse actrices die beroemd werden. Ze was gedurende lange tijd minnares van Karel II van Engeland. Andere variaties van haar naam zijn Helen Gwynn en Ellen Gwynn. Ze kon nauwelijks schrijven en ondertekende met haar initialen ‘EG’. Zij was een dochter van ene ‘Madam Gwynn’, die een etablissement runde dat het midden hield tussen een taveerne en een bordeel. Gwyn begon haar carrière als serveerster in de zaak van haar moeder.
Samuel Pepys bewonderde haar zeer en noemde haar "pretty, witty Nell". Ze is bij uitstek een voorbeeld van de geest van de Restauratie die over Engeland vaardig werd toen Karel II de troon besteeg. Ze was enorm populair vanwege haar uitzonderlijke (komische) talent op het toneel maar ook vanwege haar levensverhaal. Ze was van arme komaf maar wist op jonge leeftijd bij het theater te komen als sinaasappelverkoopster. Ze speelde vervolgens, vanaf haar veertiende, in het gezelschap King's Company, dat werd geleid door Thomas Killigrew. Van Karel had ze twee zoons: Charles Beauclerk, Hertog van St. Albans (1670–1726) en James Beauclerk (1671–1680). Ze noemde Karel II haar Charles the Third (Karel de Derde), aangezien haar eerdere twee minnaars eveneens Charles heetten.

## Nalatenschap
Hoewel Nell Gwyn soms afgeschilderd werd als een leeghoofdig vrouwmens, stelde John Dryden dat haar beste eigenschap juist haar gevoel voor humor was. Dat kan verklaren hoe ze lange tijd vriendschappen kon onderhouden met mannen als Dryden, William Ley (een andere geliefde), de beruchte dichter John Wilmot, graaf van Rochester, de vrouwelijke toneelschrijver Aphra Behn en met enkele andere minnaressen van de koning.
Eén anekdote geeft dat misschien goed weer; deze werd opgetekend door de graaf van Gramont in zijn memoires, en betreft een gebeurtenis in 1681:
Nell Gwyn reed op een dag door de straten van Oxford in haar rijtuig, toen de menigte haar tegenhield omdat men dacht te maken te hebben met haar rivale, Louise de Kérouaille de hertogin van Portsmouth, die van Franse afkomst was. Er ontstond een oploopje en men begon te roepen en haar uit te schelden. Ze stak haar hoofd uit het raam en riep "Beste mensen" en lachte: "jullie vergissen je: ik ben de PROTESTANTSE hoer!"
Dit spelen op de Britse dubbele moraal maakte haar immens populair bij het gewone volk, al oogstte haar vrijpostigheid misprijzen onder puriteinen en moralisten, die haar als niets dan een omhooggevallen hoer beschouwden.
Een ander populair verhaal is dat toen de koning op bezoek was ze haar (hun) oudste zoon naar de kamer riep met de woorden "Kom eens hier kleine bastaard, zeg eens hallo tegen je vader!". Karel protesteerde tegen deze betiteling, waarop ze zei: "Uwe majesteit heeft me geen andere naam gegeven om hem mee te roepen". En zo werd kleine Charles de hertog van St. Albans.
Nell was de enige van Karels minnaressen die ook werkelijk populair was bij het volk. Ze wordt herinnerd als degene die het gedaan kreeg dat een koninklijk ziekenhuis voor oud-soldaten werd opgericht. Bij het overlijden van Karel had ze flinke schulden. Ze ontving van de geheime dienst een dotatie van 1000 pond per jaar, de helft van wat Louise de Kérouaille, een andere minnares van de koning, ontving. Nell wilde graag een adellijke titel, redenerend dat ze dezelfde diensten als de andere koninklijke maîtresses leverde. Ze betrok een huis in de buurt van Pall Mall en hield er een riante huishouding met uitgebreid dienstpersoneel op na.

Op zijn sterfbed zou Karel tegen zijn broer James hebben gezegd "Laat arme Nelly niet verhongeren". James hield woord, betaalde haar schulden af en gaf haar een vorstelijk pensioen van 1500 pond per jaar.
De beeldvorming van Nell Gwyn als een naïef, vrolijk meisje dat sinaasappelen verkocht, is echter geromantiseerd. Zij was weliswaar goedlachs en eerlijk, maar ook inhalig en jaloers. In de jaren 70 van de 17de eeuw ontwikkelde zich een steeds venijniger wordende vete tussen haar en Louise de Kérouaille; Nell kon niet verkroppen dat haar rivaal een hogere dotatie kreeg dan zij en dat ze niet in de adelstand verheven werd. Haar collega-actrice Moll Davis, die eveneens geregeld met de koning sliep, zou ze met een laxeermiddel een aanval van diarree hebben bezorgd om Davis' rendez-vous met de koning te dwarsbomen. De steeds kritische Gilbert Burnet schreef dat Gwynn niet zozeer de sensualiteit van een minnares als de geilheid van een hoer bezat. Ze schepte graag op dat zijzelf veel meer seks met koning Karel had dan Louise. De gevolmachtigde van haar testament was toneelschrijver Thomas Otway, met wie ze een korte affaire had gehad, waarna ze levenslang bevriend bleven.
Het toneelstuk Nell Gwynn (2013) van Jessica Swale is een komedie over haar leven en haar relatie met Karel.
- Gemeinsame Normdatei: 1025108329
- International Standard Name Identifier: 0000 0000 9789 8240
- Library of Congress Control Number: n50024230
- Nationale Bibliotheek van Tsjechië: js20060804007
- Nationale Bibliotheek van Israël: 987007463585705171
- Nationale Bibliotheek van Polen: a0000003036103
- Nederlandse Thesaurus van Auteursnamen: 073398357
- SNAC: w68g9m6p
- Système universitaire de documentation: 119085232
- Trove: 1118942
- Virtual International Authority File: 104484318
- WorldCat: E39PBJgXdFpYHVc83w6X4MJYyd